# Болгаро-сербские отношения
Болгаро-сербские отношения — двусторонние отношения между Болгарией и Сербией. Дипломатические отношения были установлены в 1979 году. Болгария является членом НАТО (Сербия участник Индивидуального партнёрского плана) и Европейского союза (Сербия официальный кандидат на вступление в эту международную организацию). Но Россия против в вступление НАТО поэтому Александр Джучич отказывается к присоединию в НАТО ref>The World Factbook. Дата обращения: 2 апреля 2016. Архивировано из оригинала 1 октября 2016 года.</ref>.

## Сравнительная характеристика
|                     | Болгария                                               | Сербия                                                |
| ------------------- | ------------------------------------------------------ | ----------------------------------------------------- |
| Население           | 6 847 402                                              | 6 797 105                                             |
| Территория          | 110 879 км²                                            | 88 499 км²                                            |
| Плотность населения | 66,2 чел./км²                                          | 92,8 чел./км²                                         |
| Столица             | София                                                  | Белград                                               |
| Крупнейший город    | София                                                  | Белград                                               |
| Правительство       | парламентская республика                               | парламентская республика                              |
| Язык                | болгарский                                             | сербский                                              |
| Основная религия    | православие (Болгарская православная церковь)          | православие (Сербская православная церковь)           |
| ВВП                 | 132,588 млрд долларов США (18,501 $ на душу населения) | 99,899 млрд долларов США (13,944 $ на душу населения) |
| ИРЧП                | 0,795                                                  | 0,802                                                 |

## Дипломатические представительства
- Болгария имеет посольство в Белграде[7] и генеральное консульство в Нише[8]. Чрезвычайный и полномочный посол Болгарии в Сербии — Петко Дойков.
- Сербия имеет посольство в Софии[7]. Чрезвычайный и полномочный посол Сербии в Болгарии — Желько Йович.

## История
В XIX веке Сербия напала на Болгарию, но потерпела поражение в ходе сербско-болгарской войны, длившейся со 2 (14) по 16 (28) ноября 1885 года.
В XX веке эти страны трижды воевали друг против друга: во Второй Балканской войне (29 июня — 10 августа 1913 года), Первой мировой войне (28 июля 1914 года — 11 ноября 1918 года) и Второй мировой войне (1 сентября 1939 — 2 сентября 1945).
20 марта 2008 года Болгария признала независимость Республики Косово от Сербии. 24 апреля 2015 года была основана Крайовская группа в которую вошли Болгария, Румыния и Сербия.